# Fyra

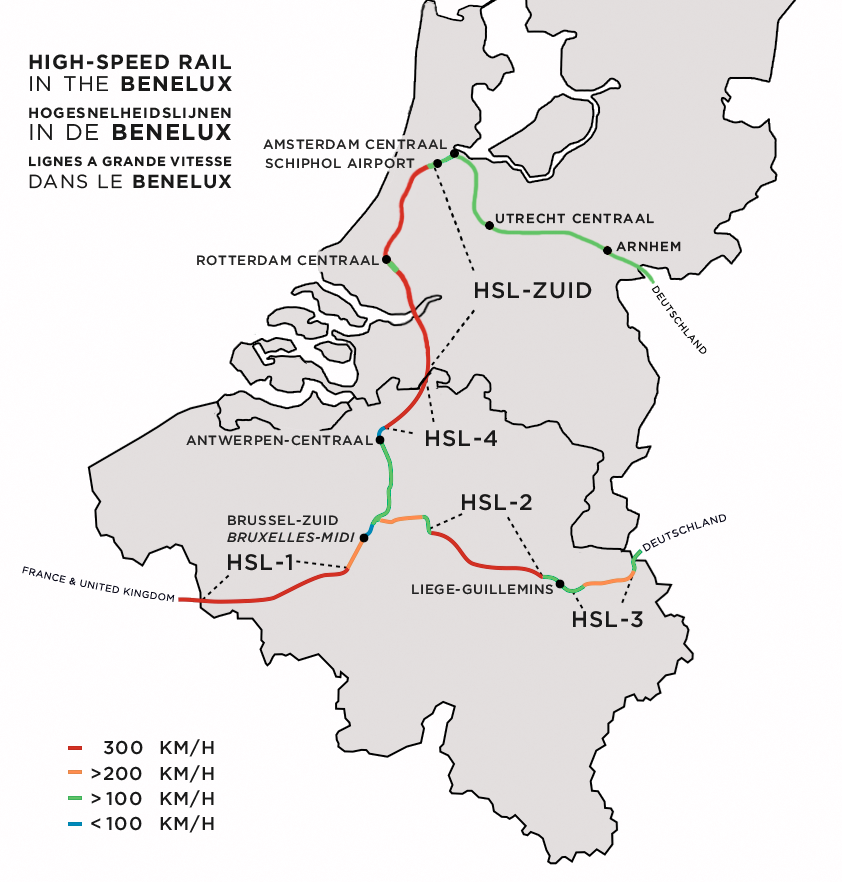
Schnellfahrstrecken HSL Zuid und HSL 4

Fyra war eine kurzlebige Marke der niederländischen High Speed Alliance – eine Kooperation der Nederlandse Spoorwegen (NS) mit KLM Royal Dutch Airlines – für Eisenbahnverbindungen über die Schnellfahrstrecken HSL Zuid in den Niederlanden und HSL 4 in Belgien.

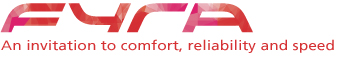
Logo des Fyra

Die Marke wurde im Juli 2009 präsentiert, zusammen mit einem Prototyp des Hochgeschwindigkeitszugs AnsaldoBreda V250. Solange der Hochgeschwindigkeitszug nicht betriebsbereit war, wurde die Marke Fyra für lokbespannte Züge benutzt, die ab September 2009 innerhalb der Niederlande über die HSL Zuid verkehrten.
Ab 9. Dezember 2012 startete der mit den V250-Zügen unter der Marke Fyra betriebene Hochgeschwindigkeitsverkehr zwischen den Städten Amsterdam, Rotterdam, Antwerpen und Brüssel in Zusammenarbeit mit der belgischen NMBS/SNCB. Wegen anhaltenden Problemen mit den eingesetzten V250-Zügen wurde der Betrieb bereits am 18. Januar 2013 wieder eingestellt.
Zum Fahrplanwechsel im Dezember 2013 wurde der Name Fyra aufgrund des inzwischen negativen Images aufgegeben.

## Bezeichnung
Das 2009 vorgestellte Kunstwort Fyra wurde von derselben Namensagentur entworfen wurde wie der Begriff Thalys. Der Name wurde gewählt, da er kurz ist und sich international leicht aussprechen lässt. Er sollte bei Niederländisch- und Französisch-Sprechern Assoziationen mit „Stolz“ und „Selbstvertrauen“ hervorrufen (niederländisch: fierheid, Selbstvertrauen; ndl. und französisch: fier, stolz). Außerdem ist fyra das schwedische Wort für vier, was in Verbindung gebracht wurde mit den vier großen Städten, zwischen denen der Zug fahren sollte: Amsterdam, Rotterdam, Antwerpen und Brüssel.

## Liniennetz

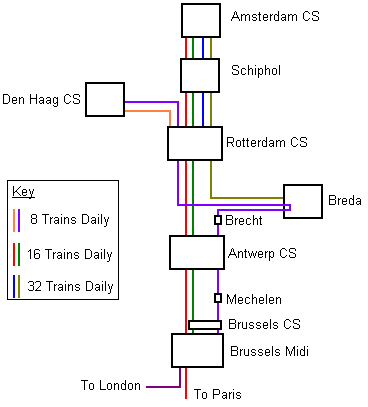
Für die HSL Zuid geplante Verbindungen, sowohl Thalys (hellrot) wie Fyra (andere Farben)

Kernstück des Fyra-Netzes war die Hochgeschwindigkeitsstrecke von Schiphol Airport nach Antwerpen. Der Hauptbahnhof Amsterdam ist über eine Altstrecke mit deren nördlichen Ende in Schiphol verbunden. An der Hochgeschwindigkeitsstrecke liegen die Bahnhöfe von Schiphol, Rotterdam und Antwerpen. Von Antwerpen führt die Strecke 25 zum Bahnhof Bruxelles-Midi/Brussel-Zuid.
Obwohl die Hochgeschwindigkeitsstrecke an Den Haag vorbei führt, sollte deren Hauptbahnhof über die Linie Den Haag – Rotterdam – Breda – Antwerpen – Brüssel-Midi eine Netzanbindung erhalten. Der Bahnhof in Breda liegt ebenfalls nicht direkt an der Strecke, jedoch in deren Nähe, weshalb die Stadt eine Anbindung an den Fyra erhalten hatte. Für direkte Züge zwischen Amsterdam und Brüssel war kein Halt in Breda vorgesehen.

Ein Zug des Vorlauf- bzw. Ersatzbetriebs

Mit Inbetriebnahme der Fahrzeuge des Typs AnsaldoBreda V250 sollten nach ursprünglicher – und seit 2013 hinfälliger – Planung folgende Linienbefahren werden:
- Amsterdam – Schiphol – Rotterdam (halbstündlich, mit den Zügen Amsterdam – Breda viertelstündlich)
- Amsterdam – Schiphol – Rotterdam – Breda (halbstündlich)
- Amsterdam – Schiphol – Rotterdam – Antwerpen – Bruxelles-Midi/Brussel-Zuid (stündlich)
- Den Haag – Rotterdam – Breda – Noorderkempen/Brecht – Antwerpen – Mechelen – Bruxelles-Central/Brussel-Centraal – Bruxelles-Midi/Brussel-Zuid (alle zwei Stunden)

## Betrieb
Solange der Hochgeschwindigkeitszug nicht betriebsbereit war, wurde die Marke Fyra für lokbespannte Züge benutzt, die innerhalb der Niederlande über die HSL Zuid verkehrten. Zunächst fuhren seit September 2009 Fyra-Züge mit Traxx-Lokomotiven und „klassischen“ Intercity-Wagen im Stundentakt zwischen Amsterdam und Rotterdam mit Zwischenhalt in Schiphol. Dieses Angebot wurde sukzessiv auf einen Halbstundentakt zwischen Amsterdam und Breda über Rotterdam erweitert.
Zum Fahrplanwechsel am 9. Dezember 2012 wurde mit dem V250 die Fyra-Verbindung von Amsterdam nach Brüssel mit zunächst 10 (von 16 geplanten) Hin- und Rückfahrten in Betrieb genommen. Hiermit wurde der „klassische“ Benelux-Intercity über die Altstrecken abgelöst. Mit dem Start des Angebots verkürzte sich die Fahrzeit zwischen Amsterdam und Brüssel um eine Stunde. Parallel hierzu fuhren die Inlandszüge von Amsterdam nach Breda weiter mit lokbespannten Zügen. Daneben verkehrte weiterhin der Thalys neunmal täglich von Amsterdam bis Paris.
Mit dem Einsatzbeginn der Fahrzeuge vom Typ V250 kam es im Dezember 2012 zu häufigen Verspätungen und Ausfällen.
Nachdem am 17. Januar 2013 85 % der Verbindungen ausgefallen waren und drei Fyra-Züge aus dem Betrieb genommen werden mussten, weil sie technische Probleme durch Eis auf den Schienen aufwiesen, untersagte die belgische Eisenbahnsicherheitsbehörde DVIS mit sofortiger Wirkung jegliche kommerzielle Fahrten mit den V250-Zügen in Belgien.
Von Mitte Januar 2013 bis Ende 2013 beschränkte sich das Fyra-Fahrplanangebot infolgedessen auf die inländische Verbindung im Halbstundentakt zwischen Amsterdam, Schiphol, Rotterdam und Breda. Nachdem in der Folge die belgische und niederländische Bahngesellschaft ihre Zugbestellungen widerriefen, wurde der Betrieb mit Fahrzeugen vom Typ V250 nicht wieder aufgenommen. Ab dem Fahrplanwechsel im Dezember 2013 wurde die Marke Fyra nicht mehr genutzt. Die angebotenen grenzüberschreitende Intercity-Verbindungen werden heute als Intercity Brussel angeboten (Stand: 2024), und der inländische Fyra-Ersatzverkehr seitdem unter dem Namen Intercity direct vermarktet.

## Fahrzeuge

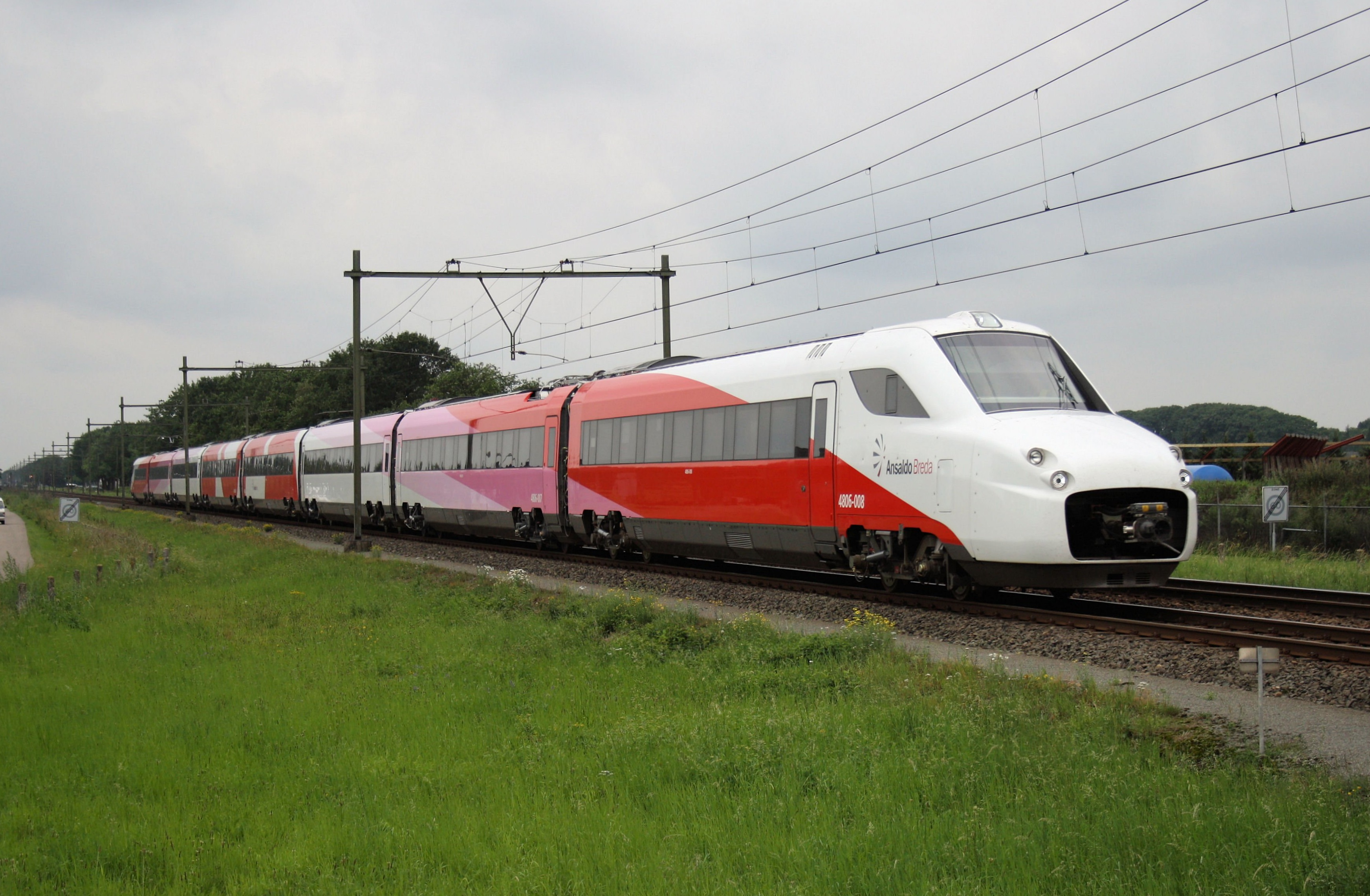
Ein AnsaldoBreda V250 im Einsatz als Fyra

Die NS hatten 16 Züge mit der Bezeichnung V250 im Jahr 2004 von AnsaldoBreda bestellt, die NMBS drei weitere. Die Züge bestehen aus acht Wagen, die Höchstgeschwindigkeit beträgt 250 km/h. Die eingesetzten Fahrzeuge wurden wie oben geschildert bereits nach einer kurzen Zeitspanne wieder aus dem Verkehr gezogen. Im Frühjahr 2014 wurden die an NS gelieferten Züge gegen Erstattung von 125 Millionen € an den Hersteller zurückgegeben. Mit der belgischen Bahn, deren drei Züge nicht ausgeliefert worden waren, einigte sich der Hersteller 2014 auf eine Auflösung des Kaufvertrags.
Lokbespannte Züge
Solange die Züge vom Typ V250 nicht verfügbar waren, wurde die inländische Verbindung von Amsterdam nach Breda ab September 2009 von lokbespannten Zügen bedient. Zu diesem Zweck wurden zwölf Traxx-Mehrsystemlokomotiven von Alpha Trains gemietet. Als Wagen wurden NS-Reisezugwagen der Gattung ICRm umgebaut. Die Züge verkehrten mit 160 km/h. Diese Züge konnten seit Frühjahr 2011 auch mit ETCS Level 2 operieren, welches auf der Schnellfahrstrecke verwendet wird, um den dort verkehrenden Hochgeschwindigkeitszügen den Betrieb mit über 200 km/h zu ermöglichen.
Das nachfolgende Zugangebot Intercity Direct wird wieder mit Traxx-Lokomotiven vom Typ F140 MS betrieben, von denen die NS 2014 zusätzliche 19 Exemplare beschafften.

## Aufarbeitung
Im Dezember 2013 setzte die zweite Kammer des niederländischen Parlaments eine fünfköpfige Kommission ein, um die Vorgänge zu untersuchen. Am 28. Oktober 2015 wurde der Abschlussbericht unter dem Titel De reiziger in de kou („Der Reisende in der Kälte“) vorgestellt. Der Bericht kommt zu dem Schluss, dass die Beteiligten ihre eigenen Interessen an Stelle eines funktionierenden Gesamtsystems verfolgt hätten. Unter anderem sei die Vergabe der V250-Züge nicht ordnungsgemäß durchgeführt worden. Neben den Lieferverzögerungen sei der Einsatz der Züge ohne ausreichende Betriebserprobung beschlossen worden. Über eine Milliarde Euro Steuergelder seien verschwendet worden. Das Betreiberkonsortium von NS und KLM habe Verluste von 790 Millionen Euro eingefahren, der NS seien Buchungen im Umfang von 703 Millionen Euro entgangen. In Folge des Berichts trat die Infrastrukturministerin Wilma Mansveld zurück.